# Grube Bergsegen
Die Grube Bergsegen ist eine ehemalige Buntmetallerz-Grube des Bensberger Erzreviers in Rösrath im Ortsteil Hoffnungsthal. Das Grubenfeld Bergsegen erstreckte sich in der Umgebung der Sportplatzanlage zwischen der Bleifelder und der Hofferhofer Straße.

## Geschichte
Das Grubenfeld Bergsegen war am 10. November 1847 zunächst nach „gestrecktem Feld“ verliehen worden. Im Laufe der nächsten Jahre machte man in einem Stollen weitere Funde, deren Abbau durch diese Verleihung nicht abgedeckt war. Daher erfolgte am 1. Oktober 1853 eine erneute Mutung auf Blende, Blei- und Kupfererz sowie Schwefelkies als Geviertfeld in der Umgebung etwa zwischen Mühlendorf und Brüngsbach. Am 13. Mai 1855 erging antragsgemäß die Verleihung. Die Gewinnung von Kupfererz und Schwefelkies hatte wirtschaftlich keine Bedeutung.
Für ein nördlich des heutigen Freibads gefundenes Blei- und Zinkerzvorkommen kam es am  1. Oktober 1865 unter dem Namen Austausch zu einem Erweiterungsantrag. Die entsprechende Verleihung erfolgte am 15. Juni 1867. Eine weitere Mutung unter dem Namen Austausch II auf Kupfererze vom 23. Dezember 1868 führte am 15. Februar 1869 zu einer Konsolidierung der beiden Felder unter dem gemeinsamen Namen Austausch.
Schon bald bemerkte man, dass sich die Lagerstätte Austausch nach Osten in Teilen des Grubenfelds Lüderich fortsetzte. Bei einem Geviertfeld gehen die Bergrechte mit der Markscheide senkrecht in die ewige Teufe. So benötigte man jetzt für den weiteren Abbau die Zustimmung des Nachbarn Grube Lüderich zu einer teilweisen Feldesabtretung an den Bergwerksbetreiber der Grube Austausch und nahm entsprechend Kontakt  mit der Gesellschaft Altenberg auf. Es kam zu folgendem Verhandlungsergebnis: Die Gesellschaft Altenberg trat an die Gesellschaft Saturn den fraglichen Feldesteil ab. Im Gegenzug erhielt die Gesellschaft Altenberg das komplette Grubenfeld Arago. Diese Vereinbarung trat am 22. Januar 1869 in Kraft und wurde am 31. Mai 1869 durch das Oberbergamt Bonn bestätigt. Am 27. April 1871 konsolidierte man die Grubenfelder Austausch, Bergsegen und den vom Grubenfeld Lüderich abgetretenen Feldesteil unter dem gemeinsamen Namen Bergsegen.

## Betrieb und Anlagen

### Der Tiefbau
Bereits 1854 begann der Tiefbau. 1856 teufte man einen Maschinenschacht bis auf 46 m ab. Die anfänglich guten Ergebnisse des oberflächennahen Abbaus verschlechterten sich in den größeren Teufen bereits um 1860. Im Jahr 1863 führte man auf der 74-m-Sohle nur noch Ausbau- und Vorrichtungsarbeiten aus, wobei die Erzmittel in ziemlich derber Beschaffenheit angetroffen wurden. In den folgenden Jahren gewann die Grube Bergsegen keine größere Bedeutung mehr. Die Erzmittel verrauhten in der Teufe. Daher fand der eigentliche Bergbau immer in den oberen Sohlen statt. So führte man die Gewinnungsarbeiten um 1870 hauptsächlich auf der 36-m-Sohle aus. Bis zum Jahr 1883 verschlechterten sich die Erträge jedoch immer mehr. 
Nachdem die Gesellschaft Saturn in Liquidation gegangen war, kam es am 27. Mai 1884 zur Übernahme der Grube Bergsegen durch die Aktiengesellschaft für Bergbau, Blei- und Zinkfabrikation zu Stolberg und in Westfalen. Durch größere Investitionen flackerte der Bergbau nochmals auf. So drang man noch bis zur 92-m-Sohle vor, stellte den Betrieb aber im Jahr 1897 ein.

### Die Aufbereitung
Oberhalb des tiefen Stollens an dem Gefälle des Brungsbachs und des Blecherbachs errichtete man 1854 eine Aufbereitungsanlage. Wo diese beiden Bäche zusammenflossen, legte man einen Sammelteich zum Aufspeichern des Wassers an. Unterhalb davon sorgte ein 30 Fuß hohes Wasserrad für den Antrieb der Maschinen. Ausdrücklich wurde darauf hingewiesen, dass für den Betrieb des Wasserrades nur das Wasser des Brungsbachs und des Blecherbachs verwendet werden durfte, um nicht mit einem benachbarten Müller in Konflikte zu kommen.